# Travis Munnings
Travis Munnings (nacido el 14 de septiembre de 1994 en Freeport (Bahamas)) es un jugador de baloncesto bahameño que pertenece a la plantilla de la Fundación Club Baloncesto Granada de la Liga Endesa. Con 1,96 metros de estatura, juega en la posición de alero.

## Trayectoria deportiva
Se formó en la Sunrise Christian Academy de Wichita en Kansas hasta 2015, cuando ingresó en la Universidad de Luisiana-Monroe, situada en la ciudad de Monroe, en Luisiana, donde jugaría durante cuatro temporadas la NCAA con los Louisiana-Monroe Warhawks. Tras no ser drafteado en 2019, dio el salto a Europa vía Francia, concretamente con el equipo Union La Rochelle de la LNB Pro B. 
En la temporada 2020-21, firma por el União Desportiva Oliveirense de la LPB portuguesa y su buen rendimiento le llevó a uno de los grandes del baloncesto luso, firmando por el Benfica con el que promedió 10 puntos y 5,5 rebotes en liga y en la Europe Cup. 
En la temporada 2022-23, regresa a Francia para jugar en el Boulazac Basket Dordogne de la LNB Pro B.
En la temporada 2023-24, firma por el EB Pau Orthez de la LNB Pro B, en el que promedia 12 puntos y 6 rebotes por encuentro. 
El 10 de julio de 2024, firma por el Baloncesto Fuenlabrada de la Liga LEB Oro.
El 7 de agosto de 2025 firmó contrato con el Fundación Club Baloncesto Granada de la Liga Endesa española.

## Internacional
Con la Selección de baloncesto de Bahamas ha jugado 28 encuentros oficiales. Con el equipo nacional su aportación es de 10,7 puntos, 5 rebotes y 2,7 asistencias por partido.       